# Les Planches-près-Arbois
Les Planches-près-Arbois sont une commune française située dans le département du Jura, dans la région culturelle et historique de Franche-Comté et la région administrative Bourgogne-Franche-Comté.

## Géographie
Cette commune est située au fond de la reculée des Planches dans l'un des sites naturels les plus remarquables du département par ses falaises et la grotte des Planches. L'ensemble de la reculée est un site classé au titre des sites naturels protégés et fait aussi partie des sites Natura 2000.
Les paysages et les points de vue sont protégés. Cette protection fige l'extension de la commune mais semble correspondre aux souhaits des habitants actuels conscients de la valeur de ce patrimoine collectif.

### Climat
Pour des articles plus généraux, voir Climat de la Bourgogne-Franche-Comté et Climat du département du Jura.
En 2010, le climat de la commune est de type climat de montagne, selon une étude du Centre national de la recherche scientifique s'appuyant sur une série de données couvrant la période 1971-2000. En 2020, Météo-France publie une typologie des climats de la France métropolitaine dans laquelle la commune est exposée à un climat semi-continental et est dans la région climatique  Jura, caractérisée par une forte pluviométrie en toutes saisons (1 000 à 1 500 mm/an), des hivers rigoureux et un ensoleillement médiocre.
Pour la période 1971-2000, la température annuelle moyenne est de 10,2 °C, avec une amplitude thermique annuelle de 17,2 °C. Le cumul annuel moyen de précipitations est de 1 408 mm, avec 13,5 jours de précipitations en janvier et 9,5 jours en juillet. Pour la période 1991-2020, la température moyenne annuelle observée sur la station météorologique de Météo-France la plus proche, « Besain », sur la commune de Besain à 10 km à vol d'oiseau, est de 9,6 °C et le cumul annuel moyen de précipitations est de 1 525,6 mm. 
La température maximale relevée sur cette station est de 39,5 °C, atteinte le 25 juillet 2019 ; la température minimale est de −33 °C, atteinte le 2 janvier 1971,,.
Les paramètres climatiques de la commune ont été estimés pour le milieu du siècle (2041-2070) selon différents scénarios d'émission de gaz à effet de serre à partir des nouvelles projections climatiques de référence DRIAS-2020. Ils sont consultables sur un site dédié publié par Météo-France en novembre 2022.

## Urbanisme

### Typologie
Au 1er janvier 2024, Les Planches-près-Arbois sont catégorisées commune rurale à habitat dispersé, selon la nouvelle grille communale de densité à sept niveaux définie par l'Insee en 2022.
Elle est située hors unité urbaine. Par ailleurs la commune fait partie de l'aire d'attraction d'Arbois, dont elle est une commune de la couronne,. Cette aire, qui regroupe 16 communes, est catégorisée dans les aires de moins de 50 000 habitants,.

### Occupation des sols
L'occupation des sols de la commune, telle qu'elle ressort de la base de données européenne d’occupation biophysique des sols Corine Land Cover (CLC), est marquée par l'importance des forêts et milieux semi-naturels (51,2 % en 2018), une proportion identique à celle de 1990 (51,2 %). La répartition détaillée en 2018 est la suivante : 
forêts (51,2 %), prairies (30,4 %), zones agricoles hétérogènes (18,3 %). L'évolution de l’occupation des sols de la commune et de ses infrastructures peut être observée sur les différentes représentations cartographiques du territoire : la carte de Cassini (XVIIIe siècle), la carte d'état-major (1820-1866) et les cartes ou photos aériennes de l'IGN pour la période actuelle (1950 à aujourd'hui).

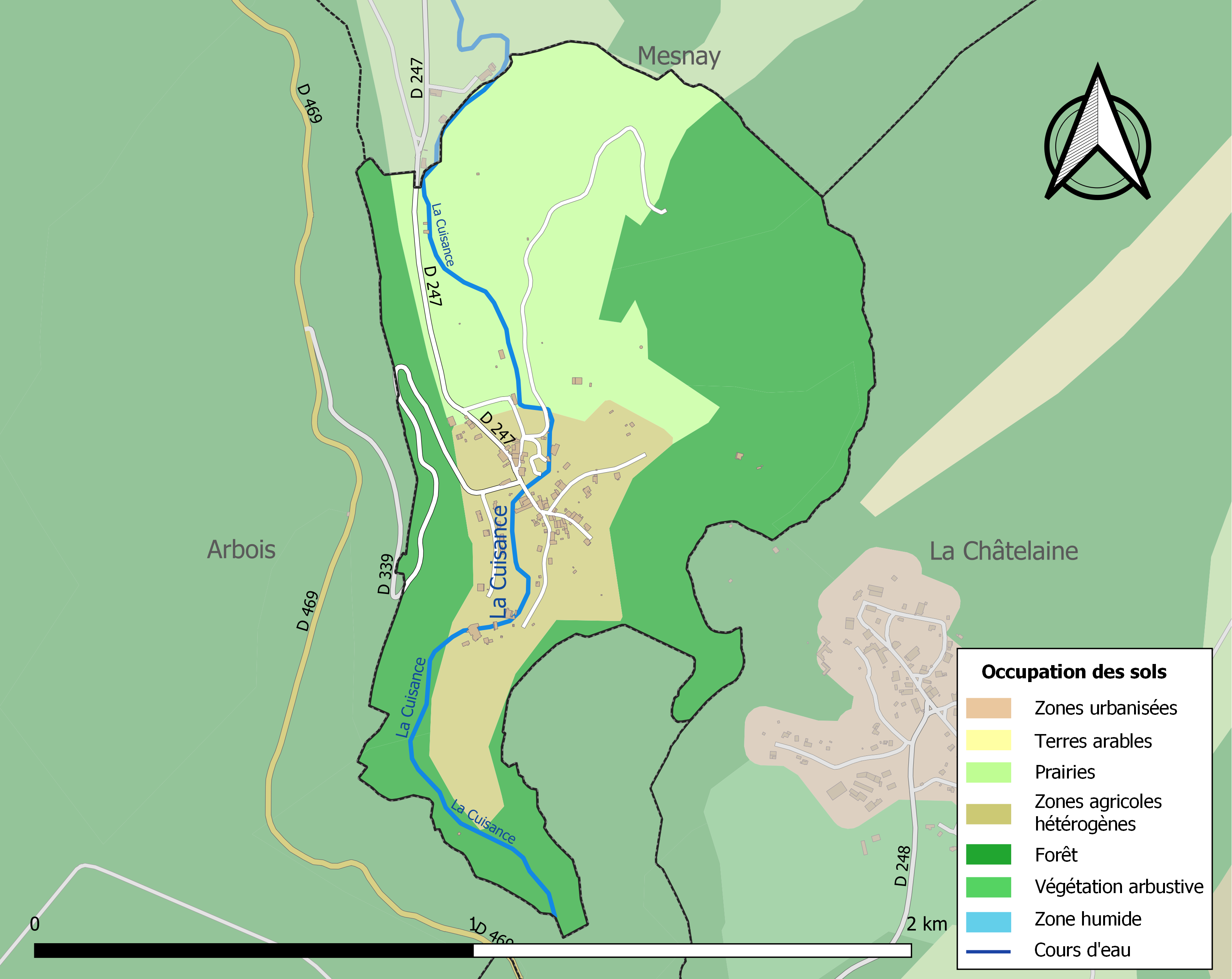
Carte des infrastructures et de l'occupation des sols de la commune en 2018 (CLC).

## Histoire
Le village des Planches-près-Arbois, situé au cœur de la reculée des Planches, a une histoire qui s'étend sur plusieurs millénaires.

### Préhistoire
Les premières traces d'occupation humaine dans la région remontent à la Préhistoire. Des fouilles archéologiques dans la grotte des Planches ont révélé des vestiges datant du Paléolithique supérieur, du Néolithique, et de l'Âge du Bronze. Ces découvertes incluent des outils en silex ainsi que des sépultures, attestant d'une présence humaine continue pendant ces périodes. Ces fouilles montrent également l'utilisation de la grotte comme refuge et site de vie pour des groupes préhistoriques de chasseurs-cueilleurs.

### Antiquité
Pendant l'Antiquité, bien que moins documentée dans cette région spécifique, les environs d'Arbois et des Planches-près-Arbois étaient sous l'influence de la Gaule romaine. Des objets romains, notamment des fragments de poterie et des pièces de monnaie, ont été découverts dans la région, suggérant une présence romaine et des échanges commerciaux, probablement liés à la viticulture déjà en activité.

### Moyen Âge
Le village prend véritablement forme au Moyen Âge. Vers la fin du XVIIe siècle, après la Guerre de Trente Ans, le moulin du village est reconstruit par Claude Darbon. Ce moulin à eau joue un rôle économique important pour la communauté, confirmant qu'il existait au moins une activité de meunerie au village à cette époque. Le village est également mentionné dans plusieurs documents de l'époque.

### Période moderne
En 1788, Louis XVI autorise la création d'une paroisse aux Planches-près-Arbois, à la demande des habitants qui trouvaient difficile d'accéder aux sacrements à cause de la distance et du relief. Le prêtre le plus proche se trouvait à La Châtelaine, en haut de la reculée, avec un dénivelé de 250 mètres. Cette création d'une paroisse marque une étape importante dans l'organisation de la vie religieuse du village.

### XIXe siècle
Au cours du XIXe siècle, le village prospère avec plus de 200 habitants. Les Planches-près-Arbois deviennent un passage important pour les chariots et diligences en route vers la Suisse. Les chevaux n'étant pas assez puissants pour affronter les pentes du Jura, des paires de bœufs étaient nécessaires pour aider à tirer les véhicules jusqu'au plateau jurassien.

### XXe siècle
Le village se modernise rapidement au début du XXe siècle avec l'installation d'une turbine à eau, fournissant de l'électricité au village bien avant Arbois. Cette innovation fait des Planches-près-Arbois un des premiers villages électrifiés de la région. Le moulin, restauré à la fin du XVIIe siècle, continue de jouer un rôle important dans l'économie locale.

## Politique et administration
| Période   | Période  | Identité        | Étiquette | Qualité                    |
| --------- | -------- | --------------- | --------- | -------------------------- |
| mars 2001 | 2020     | Hubert Darbon   | DVG       | Retraité de l'enseignement |
| 2020      | En cours | François Perrin |           |                            |

## Démographie
L'évolution du nombre d'habitants est connue à travers les recensements de la population effectués dans la commune depuis 1793. Pour les communes de moins de 10 000 habitants, une enquête de recensement portant sur toute la population est réalisée tous les cinq ans, les populations de référence des années intermédiaires étant quant à elles estimées par interpolation ou extrapolation. Pour la commune, le premier recensement exhaustif entrant dans le cadre du nouveau dispositif a été réalisé en 2008.

En 2022, la commune comptait 86 habitants, en évolution de −14 % par rapport à 2016 (Jura : −0,81 %, France hors Mayotte : +2,11 %).
| 1793 | 1800 | 1806 | 1821 | 1831 | 1836 | 1841 | 1846 | 1851 |
| ---- | ---- | ---- | ---- | ---- | ---- | ---- | ---- | ---- |
| 212  | 214  | 230  | 215  | 210  | 215  | 208  | 200  | 170  |

| 1856 | 1861 | 1866 | 1872 | 1876 | 1881 | 1886 | 1891 | 1896 |
| ---- | ---- | ---- | ---- | ---- | ---- | ---- | ---- | ---- |
| 155  | 139  | 140  | 145  | 116  | 121  | 135  | 111  | 104  |

| 1901 | 1906 | 1911 | 1921 | 1926 | 1931 | 1936 | 1946 | 1954 |
| ---- | ---- | ---- | ---- | ---- | ---- | ---- | ---- | ---- |
| 104  | 84   | 118  | 105  | 86   | 72   | 68   | 76   | 83   |

| 1962 | 1968 | 1975 | 1982 | 1990 | 1999 | 2006 | 2008 | 2013 |
| ---- | ---- | ---- | ---- | ---- | ---- | ---- | ---- | ---- |
| 95   | 87   | 65   | 75   | 67   | 79   | 91   | 94   | 101  |

| 2018 | 2022 | - | - | - | - | - | - | - |
| ---- | ---- | - | - | - | - | - | - | - |
| 91   | 86   | - | - | - | - | - | - | - |

## Lieux et monuments
- L'église de la Nativité-de-la-Sainte-Vierge.
- Les sources de la Cuisance et la cascade des Tufs située sur la Petite Cuisance.
- La grotte des Planches, une concession privée, qui est fermée à la visite depuis 2013 pour une durée indéterminée.

Le village fait partie du site classé de la reculée d'Arbois; il est fréquenté par de nombreux randonneurs en été qui peuvent trouver un hébergement dans un gîte d'étape.

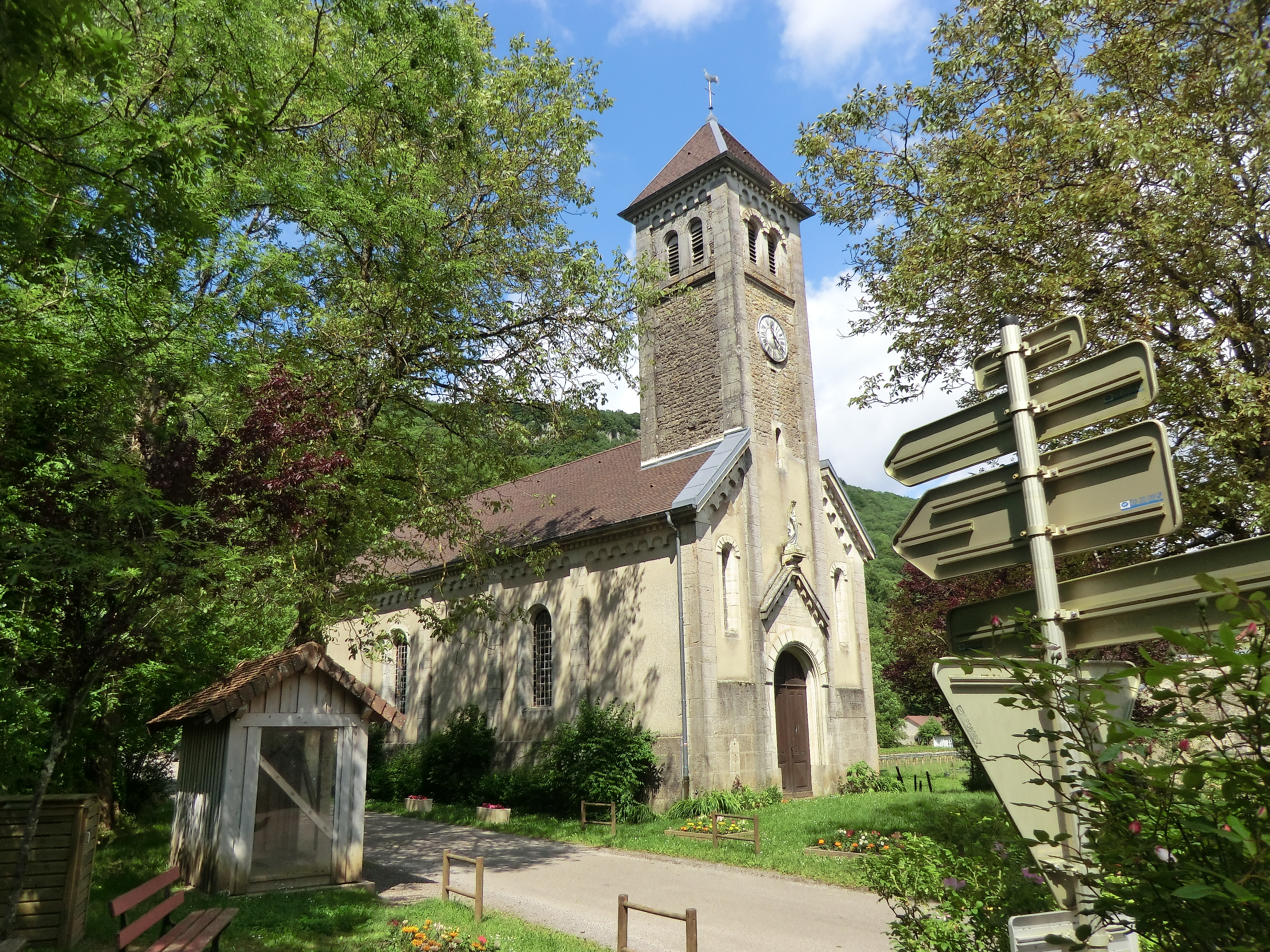
L'église de la Nativité-de-la-Sainte-Vierge.
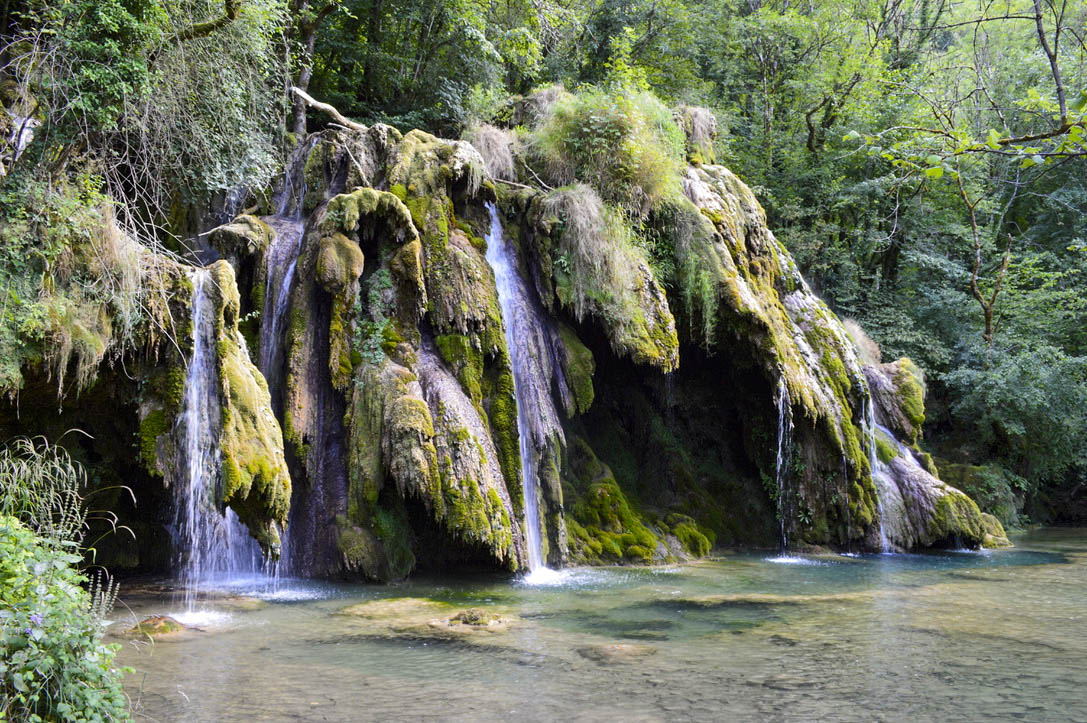
La cascade des Tufs.

## Personnalités liées à la commune
- Le général de la Révolution Jean-Charles Pichegru est originaire des Planches-près-Arbois ; il est député du département.
- Claude Simon, prix Nobel de littérature en 1985.